# Мухинский (посёлок)
Мухинский — посёлок в Октябрьском районе Амурской области, Россия. Административный центр Мухинского сельсовета.

## География
Посёлок расположен на левом притоке реки Ивановка (левый приток Зеи) в 33 км к юго-западу от районного центра Октябрьского района села Екатеринославка и в 80 км к востоку от Благовещенска. В 6 км от посёлка проходит автодорога областного значения Екатеринославка — Ивановка.

## Население
| 2002 | 2010 | 2012 | 2013 | 2014 | 2015 | 2016 |
| ---- | ---- | ---- | ---- | ---- | ---- | ---- |
| 708  | ↘626 | ↗627 | ↘622 | ↘590 | ↘584 | ↘572 |
| 2017 | 2018 |      |      |      |      |      |
| ↘562 | ↗572 |      |      |      |      |      |

## Озера
- Оз., Большое.

## Улицы
- Ул., Садовая,
- Ул., Центральная,
- Ул., Тамбовская,
- Ул., Первомайская,
- Ул., Комсомольская,
- Пер., Озёрный,
- Пер., Юбилейный,
- Ул., Набережная,
- Ул., Пионерская.

## Памятники истории и культуры
- Памятник павшим погибшим односельчанам, на фронтах великой отечественной войны.
- Памятник односельчанам, на фронтах великой отечественной войны.